# Río Albarregas
Pour les articles homonymes, voir Albarregas (homonymie).
Le río Albarregas est une rivière glaciaire du Venezuela. Longue de 25 kilomètres, la rivière possède un bassin versant de 112,33 kilomètres2. 

## Parcours
La rivière prend sa source à 4 240 mètres d'altitude dans le lac Albarregas situé dans la sierra de la Culata, une des deux cordillères qui constituent les Andes vénézuéliennes. Après un parcours de 25 kilomètres, la rivière se jette dans le río Chama dont elle est l'un des principaux affluents. Le confluent, situé à 1 100 mètres d'altitude, se situe dans un des parcs de la ville de Mérida.